# Verein für Leibesübungen Bochum 1848 1978-1979
Questa voce raccoglie le informazioni riguardanti il Verein für Leibesübungen Bochum 1848 nelle competizioni ufficiali della stagione 1978-1979.

## Stagione
Nella stagione 1978-1979 il Bochum, allenato da Heinz Höher, concluse il campionato di Bundesliga al 8º posto. In Coppa di Germania il Bochum fu eliminato agli ottavi di finale dal Bayer Uerdingen.

## Rosa
| N. |                     | Ruolo | Calciatore           |
| -- | ------------------- | ----- | -------------------- |
|    | Germania (bandiera) | P     | Reinhard Mager       |
|    | Germania (bandiera) | P     | Werner Scholz        |
|    | Germania (bandiera) | D     | Michael Eggert       |
|    | Germania (bandiera) | D     | Klaus Franke         |
|    | Germania (bandiera) | D     | Hermann Gerland      |
|    | Germania (bandiera) | D     | Franz-Josef Tenhagen |
|    | Germania (bandiera) | D     | Lothar Woelk         |
|    | Germania (bandiera) | C     | Dieter Bast          |
|    | Germania (bandiera) | C     | Rolf Blau            |
|    | Germania (bandiera) | C     | Paul Holz            |

| N. |                     | Ruolo | Calciatore             |
| -- | ------------------- | ----- | ---------------------- |
|    | Germania (bandiera) | C     | Hans-Jürgen Köper      |
|    | Germania (bandiera) | C     | Ata Lameck             |
|    | Germania (bandiera) | C     | Walter Oswald          |
|    | Germania (bandiera) | C     | Werner Schachten       |
|    | Germania (bandiera) | C     | Holger Trimhold        |
|    | Germania (bandiera) | A     | Hans-Joachim Abel      |
|    | Germania (bandiera) | A     | Heinz-Werner Eggeling  |
|    | Germania (bandiera) | A     | Josef Kaczor           |
|    | Germania (bandiera) | A     | Hans-Joachim Pochstein |

## Organigramma societario
Area tecnica
- Allenatore: Heinz Höher
- Allenatore in seconda:
- Preparatore dei portieri:
- Preparatori atletici:

## Calciomercato

### Sessione estiva
| Acquisti | Acquisti      | Acquisti  | Acquisti |
| R.       | Nome          | da        | Modalità |
| -------- | ------------- | --------- | -------- |
| C        | Rolf Blau     | St. Pauli |          |
| C        | Walter Oswald | St. Pauli |          |

| Cessioni | Cessioni           | Cessioni         | Cessioni |
| R.       | Nome               | a                | Modalità |
| -------- | ------------------ | ---------------- | -------- |
| D        | Matthias Herget    | Rot-Weiss Essen  |          |
| A        | Ralf Schaffeld     | Wattenscheid 09  |          |
| A        | Dieter Schwemmle   | Hanau            |          |
| D        | Klaus Wischniewski | DSC Wanne-Eickel |          |

### Sessione invernale
| Acquisti | Acquisti | Acquisti | Acquisti |
| R.       | Nome     | da       | Modalità |
| -------- | -------- | -------- | -------- |

| Cessioni | Cessioni | Cessioni | Cessioni |
| R.       | Nome     | a        | Modalità |
| -------- | -------- | -------- | -------- |

## Risultati

### Bundesliga

#### Girone di andata
| Arbitro: | Ohmsen |

|  |           |                     |
|  | Marcatori | 32’ Abel 81’ Eggert |

| Arbitro: | Frickel |

|                      |           |                          |
| Oswald 24’ Woelk 79’ | Marcatori | 43’ Günther 80’ Szymanek |

| Arbitro: | Brückner |

|             |           |          |
| Hartwig 25’ | Marcatori | 88’ Bast |

| Arbitro: | Horstmann |

|                                            |           |           |
| Abel 27’ Oswald 44’ Eggeling 52’ Köper 89’ | Marcatori | 71’ Theis |

| Arbitro: | Hontheim |

|          |           |  |
| Worm 11’ | Marcatori |  |

| Arbitro: | Walz |

|                         |           |                           |
| Eggeling 70’ Eggert 73’ | Marcatori | 35’ Larsson 79’ Abramczik |

| Arbitro: | Gabor |

|                                                            |           |                         |
| Lorant 22’ (rig.), 61’ (rig.) Hölzenbein 45’ Grabowski 87’ | Marcatori | 65’ Eggert 90’ Eggeling |

| Arbitro: | Barnick |

|            |           |  |
| Eggert 89’ | Marcatori |  |

| Arbitro: | Heitmann |

|                             |           |            |
| Dürnberger 21’ Horsmann 88’ | Marcatori | 15’ Eggert |

| Bochum 21 ottobre 1978, ore 15:30 CET 10ª giornata | Bochum | 0 – 0 referto | Borussia M'gladbach | Stadion an der Castroper Straße (28 000 spett.)\| Arbitro: \| Dölfel \| |
| Arbitro:                                           | Dölfel |               |                     |                                                                         |

| Arbitro: | Schmoock |

|                                     |           |                        |
| Reinders 6’ Möhlmann 15’ Wunder 48’ | Marcatori | 18’, 77’ Abel 65’ Blau |

| Arbitro: | Messmer |

|                                        |           |  |
| Eggert 7’ Bast 44’ (rig.) Eggeling 65’ | Marcatori |  |

| Arbitro: | Ohmsen |

|            |           |                        |
| Eggert 44’ | Marcatori | 4’ Hoeneß 51’ Ohlicher |

| Arbitro: | Walz |

|                     |           |                   |
| Tenhagen 24’ (aut.) | Marcatori | 75’ (rig.) Lameck |

| Arbitro: | Meuser |

|               |           |                                                              |
| Bast 64’, 77’ | Marcatori | 12’ Flohe 25’ Okudera 74’ van Gool 87’ Müller 89’ Zimmermann |

| Arbitro: | Linn |

|                                     |           |                 |
| Bechtold 40’ Cestonaro 63’ Hahn 87’ | Marcatori | 55’ (rig.) Bast |

| Arbitro: | Brückner |

|                       |           |                       |
| Tenhagen 80’ Bast 90’ | Marcatori | 63’ Wolf 75’ Dobiasch |

#### Girone di ritorno
| Arbitro: | Redelfs |

|                        |           |                |
| Eggeling 39’ Woelk 58’ | Marcatori | 82’ Živaljević |

| Arbitro: | Dölfel |

|          |           |          |
| Fanz 86’ | Marcatori | 20’ Abel |

| Arbitro: | Ross |

|                          |           |             |
| Abel 60’ (rig.) Holz 67’ | Marcatori | 9’ Hrubesch |

| Arbitro: | Klauser |

|                              |           |                            |
| Votava 81’ Oswald 83’ (aut.) | Marcatori | 15’ (rig.) Abel 49’ Eggert |

| Bochum 10 marzo 1979, ore 15:30 CET 22ª giornata | Bochum | 0 – 0 referto | Duisburg | Stadion an der Castroper Straße (28 000 spett.)\| Arbitro: \| Luca \| |
| Arbitro:                                         | Luca   |               |          |                                                                       |

| Arbitro: | Messmer |

|               |           |                                |
| Abramczik 26’ | Marcatori | 13’ Eggeling 58’ Abel 64’ Blau |

| Bochum 24 marzo 1979, ore 15:30 CET 24ª giornata | Bochum  | 0 – 0 referto | Eintracht Francoforte | Stadion an der Castroper Straße (23 000 spett.)\| Arbitro: \| Niemann \| |
| Arbitro:                                         | Niemann |               |                       |                                                                          |

| Arbitro: | Horstmann |

|          |           |                    |
| Graul 6’ | Marcatori | 42’ Woelk 89’ Abel |

| Arbitro: | Treib |

|  |           |                |
|  | Marcatori | 83’ Rummenigge |

| Arbitro: | Schmoock |

|                      |           |  |
| Kulik 59’ Lienen 78’ | Marcatori |  |

| Arbitro: | Engel |

|                                |           |  |
| Eggeling 17’ Blau 72’ Abel 89’ | Marcatori |  |

| Arbitro: | Ross |

|              |           |  |
| Popivoda 50’ | Marcatori |  |

| Arbitro: | Heitmann |

|                       |           |  |
| Kelsch 11’ Müller 78’ | Marcatori |  |

| Arbitro: | Meuser |

|            |           |  |
| Oswald 14’ | Marcatori |  |

| Arbitro: | Hennig |

|                |           |           |
| Littbarski 83’ | Marcatori | 8’ Kaczor |

| Arbitro: | Gabor |

|              |           |                             |
| Eggeling 73’ | Marcatori | 78’ Bechtold 88’ Kleppinger |

| Arbitro: | Niemann |

|             |           |          |
| Schwarz 84’ | Marcatori | 62’ Abel |

### Coppa di Germania
| Arbitro: | Broska |

|                                           |           |  |
| Abel 2’ Lameck 33’ Woelk 52’ Trimhold 54’ | Marcatori |  |

| Arbitro: | Assenmacher |

|                                      |           |                        |
| Oswald 84’ Bast 113’, 114’ Abel 118’ | Marcatori | 16’ Kosien 105’ Mauthe |

| Homburg 2 dicembre 1978 Terzo turno | Homburg | 0 – 0 (d.t.s.) referto | Bochum | Waldstadion (9 000 spett.)\| Arbitro: \| Klauser \| |
| Arbitro:                            | Klauser |                        |        |                                                     |

| Arbitro: | Pauly |

|         |           |  |
| Abel 8’ | Marcatori |  |

| Arbitro: | Dreher |

|                                                       |           |                            |
| Steffensen 15’ Raschid 55’ Hahn 73’ Funkel 80’ (rig.) | Marcatori | 50’ Abel 68’ (rig.) Lameck |

## Statistiche

### Statistiche di squadra
| Competizione      | Punti | In casa | In casa | In casa | In casa | In casa | In casa | In trasferta | In trasferta | In trasferta | In trasferta | In trasferta | In trasferta | Totale | Totale | Totale | Totale | Totale | Totale | DR |
| Competizione      | Punti | G       | V       | N       | P       | Gf      | Gs      | G            | V            | N            | P            | Gf           | Gs           | G      | V      | N      | P      | Gf     | Gs     | DR |
| ----------------- | ----- | ------- | ------- | ------- | ------- | ------- | ------- | ------------ | ------------ | ------------ | ------------ | ------------ | ------------ | ------ | ------ | ------ | ------ | ------ | ------ | -- |
| Bundesliga        | 33    | 17      | 7       | 6       | 4       | 26      | 19      | 17           | 3            | 7            | 7            | 21           | 27           | 34     | 10     | 13     | 11     | 47     | 46     | +1 |
| Coppa di Germania | -     | 3       | 3       | 0       | 0       | 9       | 2       | 2            | 0            | 1            | 1            | 2            | 4            | 5      | 3      | 1      | 1      | 11     | 6      | +5 |
| Totale            | 33    | 20      | 10      | 6       | 4       | 35      | 21      | 19           | 3            | 8            | 8            | 23           | 31           | 39     | 13     | 14     | 12     | 58     | 52     | +6 |

### Andamento in campionato
| Giornata  | 1 | 2 | 3 | 4 | 5 | 6 | 7  | 8 | 9 | 10 | 11 | 12 | 13 | 14 | 15 | 16 | 17 | 18 | 19 | 20 | 21 | 22 | 23 | 24 | 25 | 26 | 27 | 28 | 29 | 30 | 31 | 32 | 33 | 34 |
| --------- | - | - | - | - | - | - | -- | - | - | -- | -- | -- | -- | -- | -- | -- | -- | -- | -- | -- | -- | -- | -- | -- | -- | -- | -- | -- | -- | -- | -- | -- | -- | -- |
| Luogo     | T | C | T | C | T | C | T  | C | T | C  | T  | C  | C  | T  | C  | T  | C  | C  | T  | C  | T  | C  | T  | C  | T  | C  | T  | C  | T  | T  | C  | T  | C  | T  |
| Risultato | V | N | N | V | P | N | P  | V | P | N  | N  | V  | P  | N  | P  | P  | N  | V  | N  | V  | N  | N  | V  | N  | V  | P  | P  | V  | P  | P  | V  | N  | P  | N  |
| Posizione | 5 | 4 | 7 | 2 | 6 | 7 | 10 | 9 | 9 | 9  | 8  | 7  | 9  | 8  | 9  | 11 | 12 | 10 | 10 | 9  | 9  | 8  | 6  | 7  | 6  | 7  | 8  | 8  | 8  | 8  | 8  | 8  | 8  | 8  |

Legenda:

Luogo: C = Casa; T = Trasferta. Risultato: V = Vittoria; N = Pareggio; P = Sconfitta.

### Statistiche dei giocatori
| Giocatore    | Bundesliga | Bundesliga | Bundesliga  | Bundesliga | Coppa di Germania | Coppa di Germania | Coppa di Germania | Coppa di Germania | Totale   | Totale | Totale      | Totale     |
| Giocatore    | Presenze   | Reti       | Ammonizioni | Espulsioni | Presenze          | Reti              | Ammonizioni       | Espulsioni        | Presenze | Reti   | Ammonizioni | Espulsioni |
| ------------ | ---------- | ---------- | ----------- | ---------- | ----------------- | ----------------- | ----------------- | ----------------- | -------- | ------ | ----------- | ---------- |
| H. Abel      | 28         | 11         | 8           | 0          | 4                 | 4                 | 1                 | 0                 | 32       | 15     | 9           | 0          |
| D. Bast      | 33         | 6          | 0           | 0          | 5                 | 2                 | 0                 | 0                 | 38       | 8      | 0           | 0          |
| R. Blau      | 24         | 3          | 1           | 0          | 2                 | 0                 | 0                 | 0                 | 26       | 3      | 1           | 0          |
| H. Eggeling  | 34         | 8          | 0           | 0          | 5                 | 0                 | 0                 | 0                 | 39       | 8      | 0           | 0          |
| M. Eggert    | 31         | 8          | 0           | 0          | 5                 | 0                 | 0                 | 0                 | 36       | 8      | 0           | 0          |
| K. Franke    | 0          | 0          | 0           | 0          | 0                 | 0                 | 0                 | 0                 | 0        | 0      | 0           | 0          |
| H. Gerland   | 22         | 0          | 1           | 0          | 4                 | 0                 | 0                 | 0                 | 26       | 0      | 1           | 0          |
| P. Holz      | 20         | 1          | 5           | 0          | 4                 | 0                 | 1                 | 0                 | 24       | 1      | 6           | 0          |
| J. Kaczor    | 11         | 1          | 0           | 0          | 0                 | 0                 | 0                 | 0                 | 11       | 1      | 0           | 0          |
| H. Köper     | 9          | 1          | 1           | 0          | 2                 | 0                 | 0                 | 0                 | 11       | 1      | 1           | 0          |
| A. Lameck    | 34         | 1          | 2           | 0          | 5                 | 2                 | 0                 | 0                 | 39       | 3      | 2           | 0          |
| R. Mager     | 21         | 0          | 0           | 0          | 3                 | 0                 | 0                 | 0                 | 24       | 0      | 0           | 0          |
| W. Oswald    | 33         | 3          | 1           | 0          | 4                 | 1                 | 0                 | 0                 | 37       | 4      | 1           | 0          |
| H. Pochstein | 6          | 0          | 0           | 0          | 2                 | 0                 | 0                 | 0                 | 8        | 0      | 0           | 0          |
| W. Schachten | 0          | 0          | 0           | 0          | 0                 | 0                 | 0                 | 0                 | 0        | 0      | 0           | 0          |
| W. Scholz    | 14         | 0          | 1           | 0          | 2                 | 0                 | 0                 | 0                 | 16       | 0      | 1           | 0          |
| F. Tenhagen  | 32         | 1          | 1           | 0          | 5                 | 0                 | 0                 | 0                 | 37       | 1      | 1           | 0          |
| H. Trimhold  | 27         | 0          | 0           | 0          | 5                 | 1                 | 0                 | 0                 | 32       | 1      | 0           | 0          |
| D. Versen    | 11         | 0          | 1           | 0          | 0                 | 0                 | 0                 | 0                 | 11       | 0      | 1           | 0          |
| L. Woelk     | 33         | 3          | 6           | 0          | 5                 | 1                 | 0                 | 0                 | 38       | 4      | 6           | 0          |